# Chlorerythra rufa
Chlorerythra rufa là một loài bướm đêm trong họ Geometridae.